# Tschischapka
Die Tschischapka (russisch Чижапка) ist ein 511 km langer rechter Nebenfluss des Wassjugan in der Oblast Tomsk in Russland.

## Flusslauf
Die Tschischapka entfließt den Sumpfgebiet Wassjuganje im Westsibirischen Tiefland. Auf ihrer gesamten Länge behält sie eine insgesamt nordnordöstliche Fließrichtung bei, wobei sie zunehmend mäandriert und schließlich wenig unterhalb des Dorfes Ust-Tschischapka in den Wassjugan mündet.
Das Einzugsgebiet des Flusses umfasst 13.800 km². Die bedeutendsten Nebenflüsse sind Tschagwa (Länge 110 km), Tamyrsat (96 km), Jekyltschak (198 km) und Salat (216 km), alle von links.

## Hydrologie
Der Abfluss 24 km oberhalb der Mündung beträgt im Jahresmittel 85,49 m³/s, bei einem maximalen monatlichen Mittel von 271 m³/s im Mai und einem minimalen monatlichen Mittel von 14,56 m³/s im März. Von Ende Oktober/Anfang November bis Ende April/Mai friert der Fluss zu.
Die Tschischapka durchfließt ein sehr dünn besiedeltes Gebiet im Westteil der Rajons Parabelski und Kargassokski. Am Fluss gibt es heute keine Ortschaften mehr. Der Unterlauf des Flusses ist auf 108 km ab der Mündung schiffbar, aber gegenwärtig nicht als Binnenwasserstraße gelistet. In den 1960er- bis 1980er-Jahren spielte er jedoch eine Rolle bei der Erkundung der Erdöl- und Erdgasvorkommen in dem Gebiet.